# Polyneuropatie
Polyneuropatie tvoří různorodou skupinu poruch periferních nervů. Jedná se o difuzní nebo vícečetné systémové postižení periferních nervů, která vznikají působením vnitřních a zevních vlivů. Postiženy jsou nejvíce dlouhé nervy na dolních končetinách. Postižení může být symetrické i asymetrické. Příznaky mohou být senzitivní, motorické nebo autonomní. Nejčastější klinické projevy jsou ochablost, necitlivost a palčivá bolest. Obtíže často začínají na ploskách nohou (méně i rukou) a šíří se směrem nahoru. Dle EMG vyšetření rozlišujeme dva hlavní typy neuropatií - axonální a demyelinizační formu.

## Příčina
Příčinou mohou být metabolické a endokrinní vlivy (diabetes melitus, porfyrie, selhání ledvin), zánětlivé-dysimunitní příčiny (Guillainův–Barrého syndrom, Lymeská borrelióza, HIV), nutriční deficit (nedostatek vitamínů B, celiakie), toxické vlivy (alkohol, cytostatika, těžké kovy), dědičné nemoci (Charcot-Marie-Toothova nemoc), maligní procesy (lymfoproliferativní onemocnění, paraneoplastické účinky) a idiopatické polyneuropatie, kdy příčina není známa.

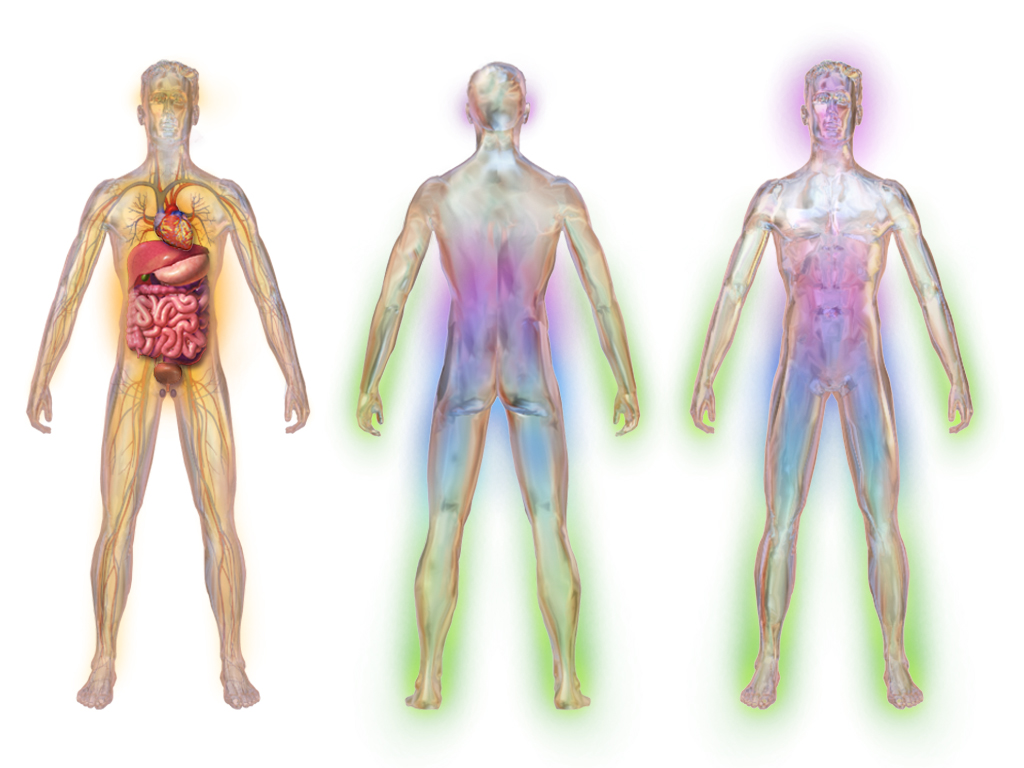
Diabetická polyneuropatie

## Farmakologická léčba
Kauzální léčba je možná pouze u některých typů polyneuropatií (kompenzace glykémie, doplnění vitamínů, abstinence alkoholu). Neuropatická bolest bývá rezistentní na klasická analgetika. K potlačení neuropatické bolesti a dalších příznaků jsou užívány pomocné léky proti bolesti, antidepresiva, antikonvulsiva - gabapentin, ale i opioidy, které mají efekt pouze u některých typů bolestí. U diabetické polyneuropatie se doporučuje kyselina thioktová.

## Rehabilitační léčba
Rehabilitační léčba se doporučuje u neuropatií s motorickým a senzitivním postižením. Rehabilitace je zaměřena na zlepšení stability, udržení hybnosti, kondici pacienta a ovlivnění bolesti.